# Centro europeo d'assistenza elettorale
Il Centro Europeo di Assistenza Elettorale (in inglese: European Centre for Electoral Support -ECES) è una fondazione senza fini di lucro, apartitica e indipendente con sede nella capitale del Belgio, Bruxelles.
È stata fondata alla fine del 2010 da diversi esperti di assistenza elettorale e alla democratizzazione con lo scopo di servire l'Unione europea e i suoi Stati membri nelle questioni di cooperazione elettorale con i loro paesi partner.
ECES opera a livello globale e ha implementato progetti e attività principalmente in Africa e in Medio Oriente, usufruendo principalmente di finanziamenti dell'Unione europea e dei diversi Stati membri dell'UE come Germania, Italia, Francia, Danimarca, Irlanda, Austria e Lussemburgo.
Insieme al Programma delle Nazioni Unite per lo Sviluppo (UNDP), l'Istituto Internazionale per la Democrazia e l'Assistenza Elettorale (International IDEA) e l'Organizzazione per la Sicurezza e la Cooperazione in Europa(OSCE), ECES è oggi tra i quattro più importanti partner di attuazione di assistenza elettorale finanziato dall'Unione europea a livello globale.
ECES è certificato sia TRACE  sia ISO 9001 rispettivamente per i suoi sistemi di controllo della gestione finanziaria e della qualità dei suoi processi amministrativi.
ECES è membro della rete chiamata European Peacebuilding Liaison Office (EPLO), la più grande rete europea di 40 organizzazioni indipendenti provenienti da circa 20 Paesi europei che lavorano negli ambiti di peacebuilding e nella prevenzione dei conflitti soprattutto finanziati da UE e Paesi membri UE.

## Storia
L'ideatore di ECES è stato Fabio Bargiacchi, un esperto di assistenza elettorale che ha lavorato a lungo sia per l'Unione europea sia per il Programma delle Nazioni Unite per lo Sviluppo, coordinando sino al 2010 la EC-UNDP Joint Task Force on Electoral Assistance" per il partenariato tra queste due organizzazioni in materia di assistenza elettorale. Lui, insieme all'abate Apollinaire Muholongu Malu Malu, ha cooptato altri esperti elettorali (come Monica Frassoni e altri) e ha co-fondato ECES.
Apollinaire Malu Malu è stato il primo presidente di ECES da settembre 2010 a giugno 2013, quando è stato riconfermato presidente della Commissione elettorale indipendente della Repubblica Democratica del Congo prima della sua morte. Dal luglio 2013 a oggi la presidente è stata Monica Frassoni mentre Fabio Bargiacchi ha servito, sin dalla fondazione di ECES come membro del consiglio di amministrazione e direttore esecutivo.
ECES ha iniziato attività rilevanti finanziate dall'Agenzia Spaziale Europea per le attività di coaching e apprendimento elettorale all'inizio del 2012, con formazion presenziali e a distanza per i 10 organismi di gestione elettorale della Comunità Economica degli Stati dell'Africa Centrale. Subito dopo, un progetto a sostegno delle elezioni in Libia nel 2012 è stato avviato con il finanziamento dell'UE. Da allora ECES ha implementato attività in più di 50 Paesi con finanziamenti principalmente dall'Unione europea e dai suoi Stati membri. 
Da settembre 2020, l'ECES ha anche istituito un Comitato Strategico  il cui presidente è Joëlle Milquet, ex vice primo ministro belga e il cui vicepresidente è Filiberto Ceriani Sebregondi ex alto dirigente dell'UE ed ex ambasciatore dell'UE in Togo, Tanzania e Ghana.
I membri del Comitato includono: Piero Scarpellini (consigliere esecutivo dell'ex presidente del Consiglio dei ministri italiano Romano Prodi per le relazioni con gli Stati membri dell'Unione africana), Elena Valenciano ex membro del Parlamento europeo, Erastus J.O. Mwencha ex vicepresidente dell'Unione africana, Samar Haj Hassan, ex membro della Commissione elettorale indipendente della Giordania e Didier de Jaeger anche presidente del consiglio di Altavia.

## Strategia
ECES implementa le sue attività attraverso il suo approccio specifico e protetto da copyright chiamato Una Risposta Europea a Sostegno del Ciclo Elettorale (A European Response to Electoral Cycle Support - EURECS)". Si tratta di svolgere attività di assistenza elettorale e democratica che sono coerenti principalmente con i valori europei e le politiche dell'UE e dei suoi Stati membri. EURECS è implementato attraverso metodologie e strumenti anch'essi protetti da copyright da ECES e cioè:
- Metodologia per l'Analisi dell'Economia Politica Elettorale (Electoral Political Economy Analyses - EPEA),
- Valutazione delle Minacce alla Sicurezza Elettorale (Electoral Security Threat Assessment - ESTA),
- Approccio Unico su due fronti per Prevenire e Gestire i Conflitti e la Violenza legati alle Elezioni (Project approach to contribute Preventing Electoral Violence and Conflicts - PEV),
- Curricula di formazione a cascata chiamati: "Capacità di leadership e di gestione dei conflitti per gli stakeholder elettorali” (Leadership and Conflict Management Skills for Electoral Stakeholder - LEAD)" e "Capacità di Leadership e Gestione della Qualità per Amministratori Elettorali" (Leadership and Quality Management Skills for Electoral Administrators - LEAD-Q),
- l'Applicazione "Electoral Translator",
- "INNOV-ELECTIONS" approccio al coaching a distanza e allo sviluppo delle capacità in materia elettorale,
- Procedure Operative Standard integrate (SOP) per l'implementazione della strategia EURECS,
- Linee guida ECES per la comunicazione e la visibilità (C&V).

## Attività chiave
- Consulenza elettorale su ogni aspetto del ciclo elettorale,
- Gestione dei Fondi Paniere per l'implementazione del supporto elettorale,
- Dialogo politico su questioni elettorali,
- Mediazione/processo di crisi elettorale,
- Iniziative di rafforzamento della fiducia/dialogo,
- Sostegno alle reti religiose e al dialogo intra-fede,
- Supporto logistico e operativo,
- Rassegna stampa e comunicazione istituzionale,
- Realizzazione di campagne di educazione civica ed elettorale,
- Approccio ibrido alla fornitura di sviluppo delle capacità attraverso un menu flessibile di curricula di formazione a distanza,
- Approvvigionamento di materiale elettorale,
- Sviluppo di soluzioni e applicazioni innovative di tecnologie dell'informazione e della comunicazione (TIC),
- Progettazione e messa in sicurezza delle schede elettorali,
- Trasmissione dei risultati elettorali,
- Produzione di un piano di visibilità.

## Progetti principali
- Pro Observation Mali;
- Innov-Elections;
- Prevent, Mitigate and Manage Election-Related Conflict and Potential Violence in Ethiopia - PEV-Ethiopia;
- European Response to Electoral Cycle Support in Ethiopia - EURECS Ethiopia;
- EU Support to Democratic Governance in Nigeria - EU-SDGN;
- EU Support to Jordanian Democratic Institutions and Development - EU-JDID;
- Project in Support of Enhanced Sustainability and Electoral Integrity in Afghanistan - PROSES;
- European Resources for Mediation Support - ERMES;
- Election Observation and Democracy Support - EODS;
- Prevent, Mitigate and Manage Election-Related Conflict and Potential Violence in South Africa - PEV-RSA;
- Prevention and Management of Conflicts and Potential Violence related to Elections in Madagascar - PEV-Madagascar;
- Prevention and Management of Conflicts and Potential Violence related to Elections in the SADC countries - PEV SADC;
- Projet en Appui a la Crédibilité et Transparence en Burkina Faso - PACTE Burkina Faso;
- Projet en Appui a la Crédibilité et Transparence en Guinee - PACTE Guinee;
- Supporting Democracy in Lybia - SUDEL;
- Projet en Appui a la Crédibilité et Transparence aux iles Comores - PACTE Comores;
- Project in support of a Peaceful and Inclusive Electoral Process in Zanzibar - PROPEL Zanzibar;
- Initiative Citoyenne pour la Consolidation de la Paix, Leadership et Stabilité - INCIPALS Madagascar;
- Projet d'Appui au Dialogue Démocratique au Gabon;
- Support to Civil Society, Local Authorities and Human Rights in Ukraine;
- Project in Support of the Electoral Process in Senegal - PAPE Senegal;
- Support to the capacity development of the electoral commission in Sudan - SDP Sudan;
- A Political Safari in Ghana, Madagascar, Conakry and Zanzibar using the movie "An African Elections".

## Finanziamento
ECES collabora con diverse organizzazioni di donatori per finanziare le sue attività, le più importanti delle quali sono: l'Unione europea, gli Stati membri dell'UE come Germania, Italia, Danimarca, Austria, Lussemburgo e Francia.
I fondi dell'UE provengono da diversi strumenti finanziari, tra cui:
- European Development Fund - EDF
- European Neighbourhood Instrument - NEAR
- European Initiative to support Democracy and Human Rights - EIDHR
- Development Cooperation Instrument - DCI

In totale ECES ha ricevuto fondi da più di 25 donatori dal 2010, compresi contributi limitati da USAID, AUSaid e Canada.

## Collaborazioni e Premi
ECES collabora con organizzazioni regionali e reti elettorali, come:
- Unione africana,
- Comunità Economica degli Stati dell'Africa Occidentale (ECOWAS),
- RECEF (la rete di conoscenze elettorali dei paesi francofoni nel mondo),
- ECF-SADC (Forum della Commissione Elettorale della Comunità di Sviluppo dell'Africa del Sud),
- ECONEC (Rete delle Commissioni Elettorali della Comunità Economica degli Stati dell'Africa Occidentale),
- RESEAC (Rete di Conoscenze Elettorali degli Stati dell'Africa centrale),
- SADC Electoral Support Network che comprende le piattaforme delle organizzazioni della società civile che si occupano di osservazione elettorale nei paesi SADC.

ECES collabora anche con la Scuola Superiore Sant'Anna di Pisa e l'Istituto delle Nazioni Unite per la Formazione e la Ricerca attraverso l'erogazione del "Master on Electoral Policy and Administration - MEPA Archiviato il 29 luglio 2021 in Internet Archive." on line.
L'ECES fa parte di un consorzio guidato dal Collegio d'Europa per implementare il progetto ERMES (European Response on Mediation Support) per fornire uno strumento all'UE per avanzare i suoi obiettivi e il suo ruolo nel campo della mediazione e del dialogo.
ECES è membro della Federazione delle associazioni europee e internazionali stabilite in Belgio (FAIB) e fa parte del Registro della trasparenza dell'UE e della Rete Transnazionale Giving Europe.
Nel 2018, ECES è stato invitato al pre-workshop dell'American Association of Political Science (APSA) intitolato "New Challenges in Electoral Management, Building Better Elections". Il workshop è stato organizzato a Boston presso il Massachusetts Institute of Technology (MIT) dall'Electoral Management Network, l'Electoral Integrity Project e il MIT Election Data and Science Lab. La presentazione di ECES si è concentrata sul tema "Mitigare la violenza elettorale", e nell'occasione ha lanciato il manuale "Prevenire e mitigare il conflitto e la violenza elettorale: lezioni dall'Africa meridionale" finanziato dall'Unione europea.
Nel novembre 2020, ECES è stato selezionato tra i migliori 10 progetti al Forum della Pace di Parigi, un forum voluto dal Presidente francese Emmanuel Macron per discutere di questioni di governance e democrazia a livello globale seguendo l'esempio del Forum di Davos dove si discutono questioni finanziarie globali e della Conferenza sulla Sicurezza di Monaco di Baviera. ECES è stato premiato per il suo approccio "European Response on Electoral Cycle Support" implementato sin dal 2010 e anche in Etiopia con l'obiettivo di prevenire e mitigare i conflitti e le violenze elettorali. Con questa selezione, ECES ha ricevuto un supporto personalizzato di 12 mesi dal Forum della Pace di Parigi, attraverso workshop mensili e consigli mirati da parte di due mentori senior che sono Stefano Manservisi e Jean Marie Guéhenno.

## Pubblicazioni
ECES attraverso i suoi membri o altri esperti che lavorano per ECES hanno contribuito a pubblicazioni specializzate nel campo del supporto elettorale e della democrazia come:
- Innov-Elections - Delivering Electoral and Democracy Support under COVID-19: ECES Preparedness and Responses (2020),
- Reflections on Election Conflict and Violence Prevention: Lessons from Southern Africa (2018);
- Preventing and Mitigating Electoral Conflict and Violence - Handbook (2018);
- The potential of EU Funded electoral assistance to support the prevention of election related conflict and violence: Lessons from the Southern African Region (2017);
- A European Response to Electoral Cycle Approach - EURECS (2016);
- Using International Standards. Council of Europe Handbook for Domestic Election Observers (2013);
- Biometrics in Elections: Issues and Perspectives, European Centre for Electoral Support, Organisation Internationale de la Francophonie (OIF) and National Autonomous and Permanent Electoral Commission of Gabon (2013);
- Missing a Trick? Building Bridges between EU Mediation and EU Electoral Support in Conflict-affected Countries, Antje Herrberg, Fabio Bargiacchi and Raphaël Pouyé, MediatEUr (2012)
- Essential Consideration of Electronic Voting published by International IDEA (2011);
- ISPI Working Paper on the Electoral Cycle Approach: Effectiveness and Sustainability of Electoral Assistance (2011);
- EU and Peace building, Policy and Legal Aspects: EU Electoral Support (2010);
- EC-UNDP Operational Paper on Procurement Aspects of Introducing ICTs in Electoral Processes: the specific case of biometric voter registration (2010);
- EC-UNDP Operational Guidelines. Implementation of Electoral Assistance Programmes and Projects (2006 and 2008);
- ACE Focus on Effective Electoral Assistance (2007);
- UNDP Electoral Assistance Implementation Guide (2007);
- EC Methodological Guide on Electoral Assistance (2006);
- UNDP Electoral Assistance Implementation Guide (2007);
- EC Methodological Guide on Electoral Assistance (2006).

## Fonti
- https://theconversation.com/le-forum-de-paris-sur-la-paix-nouvel-outil-du-multilateralisme-ou-instrument-du-soft-power-francais-157654
- https://themorningherald.com/news/france-tackles-global-issues-strengthens-multilateral-cooperation-through-paris-peace-forum-the-davos-of-global-governance-issues/0297606
- https://parismatch.be/actualites/politique/474819/epreuves-trahisons-bonheur-nouveau-joelle-milquet-brise-le-silence-pour-paris-match
- https://www.huffingtonpost.it/entry/la-democrazia-ai-tempi-del-covid-19_it_5f607389c5b6e27db1322f2c
- https://www.lalibre.be/debats/opinions/quand-le-covid-met-les-democraties-en-danger-5f5f889c9978e2322ffc1def
- https://www.farodiroma.it/partenariato-con-lafrica-la-nuova-strategia-dellitalia/
- https://www.rtbf.be/info/belgique/detail_joelle-milquet-a-la-tete-du-comite-strategique-du-centre-europeen-d-appui-electoral?id=10650700
- https://web.archive.org/web/20161214153912/https://eudevdays.eu/sessions/european-response-electoral-cycle-support
- http://www.leadingeffectively.com/leadership-explorer/ccl-collaborates-with-the-european-center-for-electoral-support/
- http://www.aceeeo.org/hu/node/191
- https://web.archive.org/web/20161110235719/http://www.diplocat.cat/en/activities/training/election-observation-training
- https://sites.google.com/site/electoralintegrityproject4/links2
- https://web.archive.org/web/20161214153925/http://wagner-hatfield.com/index.php/2015/12/12/strengthening-the-electoral-process-in-the-comoros/
- https://web.archive.org/web/20161214153927/http://www.themediateur.eu/news/item/314-barcelona_training
- https://web.archive.org/web/20161220132145/http://www.bridge-project.org/en/news2/africa/1466-electoral-administration-workshop-in-mozambique.html
- http://www.ispionline.it/it/ispi-school/course-typologies/advanced-diploma/ad-electoral-assistance
- https://www.electoralnetwork.org/index.php/user/members
- http://phys.org/news/2014-06-satellites-rural-africa.html
- https://web.archive.org/web/20161214153943/http://www.leadbeyond.org/dealing-with-election-related-violence-training-course-in-leadership-conflict-management-and-mediation-skills-for-electoral-stakeholders/
- http://www.collateralcreations.com/Video-soutien-a-la-democratisation?lang=en
- https://web.archive.org/web/20161214153949/http://www.fasozine.com/elections-des-partenaires-europeens-offrent-du-materiel-a-la-ceni/
- http://www.electionreforms.ge/eng/list/show/826-The-Training-Center-of-the-Central-Election-Commission-of-Georgia-has-shared-its-experience-in-electoral-trainings-at-the-International-Conference-of-the-Association-of-European-Election-Officials-ACEEEO
- http://cesko.ge/eng/static/408/mexute-yovelwliuri-shexvedra-2015